# Universiade d'hiver de 1972
Navigation
Édition précédente Édition suivante
La 7e édition de l’Universiade d'hiver, compétition internationale universitaire multi-sports, s’est déroulée du 26 février au 5 mars 1972 à Lake Placid, en États-Unis. Au total, 410 athlètes ont pris part aux différentes épreuves réparties dans 7 sports.

## Tableau des médailles
| Rang | Pays                 | Médaille d'or | Médaille d'argent | Médaille de bronze | Total |
| 1    | Union soviétique     | 12            | 9                 | 8                  | 29    |
| 2    | France               | 2             | 2                 | 1                  | 5     |
| 2    | Pays-Bas             | 2             | 2                 | 1                  | 5     |
| 4    | Pologne              | 2             | 1                 | 1                  | 4     |
| 5    | Japon                | 1             | 3                 | 0                  | 4     |
| 6    | États-Unis           | 1             | 2                 | 4                  | 7     |
| 7    | Corée du Sud         | 1             | 2                 | 1                  | 4     |
| 8    | Canada               | 1             | 1                 | 0                  | 2     |
| 8    | Italie               | 1             | 1                 | 0                  | 2     |
| 10   | Allemagne de l'Ouest | 1             | 0                 | 1                  | 2     |
| 10   | Norvège              | 1             | 0                 | 1                  | 2     |
| 12   | Autriche             | 0             | 1                 | 4                  | 5     |
| 13   | Suède                | 0             | 1                 | 0                  | 1     |
| 14   | Suisse               | 0             | 0                 | 1                  | 1     |
| 14   | Tchécoslovaquie      | 0             | 0                 | 1                  | 1     |